# Rade Bašić
Rade Bašić, bosansko-hercegovski častnik in politik, * 21. marec 1919, † 22. april 1991.

## Življenjepis
Leta 1940 je pričel študirati pravo na beograjski Pravni fakulteti. Naslednje leto se je pridružil NOVJ in KPJ. Med vojno je bil med drugim politični komisar čete, bataljona. 12. in 8. krajiške brigade, 10. divizije,...
Po vojni je bil politični komisar 5. divizije, načelnik Glavne politične uprave JLA, poslanec Republiške skupščine BiH, član CK SK BiH,...

## Odlikovanja
- Red narodnega heroja
- Red bratstva in enotnosti
- Red zaslug za ljudstvo